# لمحات من القمر
لمحات من القمر (بالإنجليزية: The Glimpses of the Moon)‏ هو فيلم دراما تم إنتاجه في الولايات المتحدة وصدر في سنة 1923. ويستند الفيلم على رواية لإديث وارتون «لمحات من القمر» المؤلفة سنة 1922 .

## وصلات خارجية
- لمحات من القمر على موقع IMDb (الإنجليزية)
- لمحات من القمر على موقع أول موفي (الإنجليزية)
- لمحات من القمر على موقع قاعدة بيانات الفيلم (الإنجليزية)
- لمحات من القمر على موقع ليتربوكسد (الإنجليزية)
- لمحات من القمر على موقع كينوبويسك (الروسية)